# 多元左翼 (法国)
多元左翼（法語：Gauche Plurielle）是法国历史上的一个左翼政党联盟，成立于1997年，由社会党、法国共产党、绿党、左翼激进党和公民运动组成。在阿兰·朱佩领导的保守派政府下台之后，多元左翼于1997年—2002年在法国执政。这是又一次国家元首和政府首脑（雅克·希拉克担任总统，利昂内尔·若斯潘担任总理）由不同阵营人士担任的“共治”现象。在2002年法国立法选举中，多元左翼失败后，政府再次由保守派接管，让-皮埃尔·拉法兰出任总理。此后，该联盟不复存在。
多元左翼政府推动了多项改革，包括针对贫困者的CMU社会福利计划、PACS民事结合法、35小时工作周、创建FNAEG DNA数据库，但也进行了多次私有化（法国电信、GAN、汤姆逊多媒体、法国航空、埃拉美、航天公司、法国南部高速公路）。政府还通过了SRU法，要求每个市镇必须有20%的住房项目配额，以及2000年6月15日通过的吉古法关于无罪推定的规定，托比拉法将奴隶制认定为反人类罪，还有关于安全的LSQ法。此外，多元左翼政府还将部分无证移民合法化。